# Horley Motor & Engineering

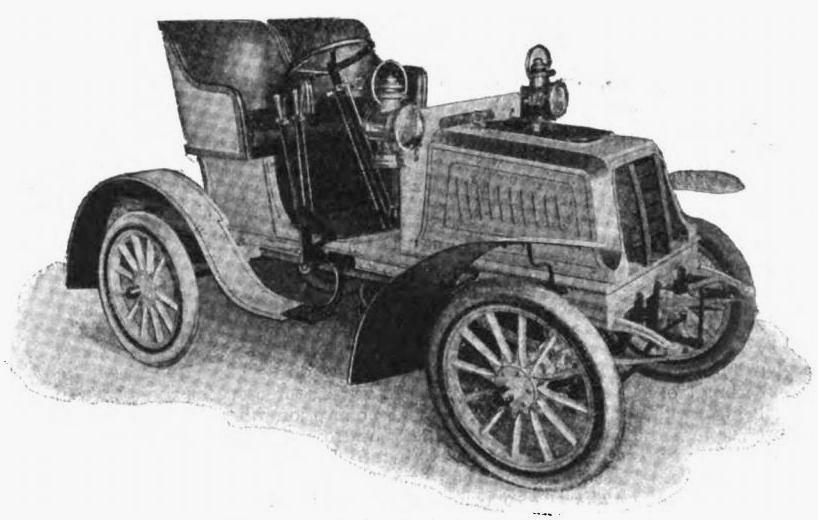
Horley 8 HP 2-seater (1904)

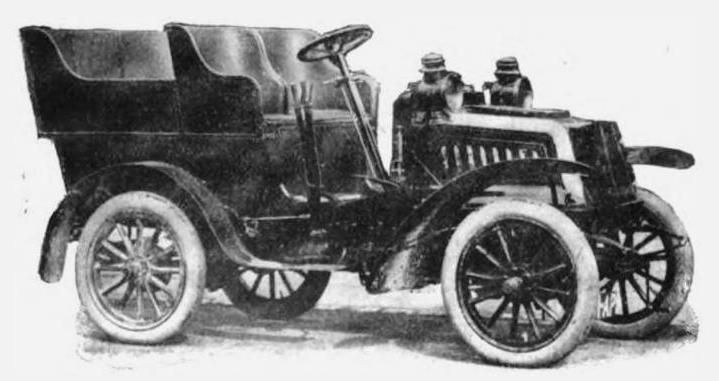
Horley 8 HP 4-seater (1904)

Die Horley Motor & Engineering Co. Ltd. war ein britischer Automobilhersteller in Horley (Surrey), der zwischen 1904 und 1909 Leichtfahrzeuge herstellte. Die Markennamen lauteten Horley und No Name. Außerdem vertrieb Horley Fahrzeugteile von Lacoste & Battmann.

## Modelle
Erstes Modell war der 8 HP, der unter beiden Markennamen vertrieben wurde. Ein Einzylindermotor von Motor Manufacturing Company war vorne im Fahrzeug montiert und hatte mechanisch betriebene Ventile. Das Getriebe bot drei Vorwärtsgänge und einen Rückwärtsgang, eine Kardanwelle trieb die Hinterachse an. Die Räder verfügten über Holzspeichen ("artillery wheels"). Der 8 HP wurde zunächst als Zweisitzer, später noch im selben Jahr auch mit einer Karosserie mit Platz für vier Personen angeboten. Der Neupreis betrug 105 Pfund.
Ein 8 HP Two-seater wurde auf der Crystal Palace Automobile Show 1904 in London ausgestellt. 
1906 wurde aus diesem Modell der Horley 9 HP, der über einen Motor mit 1182 cm³ Hubraum verfügte. Der Radstand betrug 1828 mm.
Dieses Modell wurde 1907 vom Horley 8 ½ HP abgelöst. Es war ein leichter Tourenwagen und hatte einen wassergekühlten, seitengesteuerten Zweizylinder-Reihenmotor mit 904 cm Hubraum von White & Poppe. Der Radstand des Wagens betrug 1854 mm.
1908 ergänzte ein Lieferwagen mit einem Einbaumotor von Aster das Sortiment.